# Därstetten
Därstetten är en ort och kommun i distriktet Frutigen-Niedersimmental i kantonen Bern, Schweiz. Kommunen har 859 invånare (2023).